# Departamento General Belgrano (Chaco)
Das Departamento General Belgrano liegt im westlichen Zentrum der Provinz Chaco im Nordwesten Argentiniens und ist eine von 25 Verwaltungseinheiten der Provinz.
Es grenzt im Norden an das Departamento Almirante Brown, im Osten an die Departamentos Independencia und O’Higgins und im Süden und Westen an das Departamento Nueve de Julio.
Die Hauptstadt des Departamento General Belgrano ist Corzuela. Sie liegt 255 Kilometer von der Provinzhauptstadt Resistencia und etwa 1250 Kilometer von Buenos Aires entfernt.

## Städte und Gemeinden
Das Departamento General Belgrano besteht aus einer Gemeinde (Municipio):
- Corzuela

## Geschichte
Das Departamento erhielt seinen Namen zu Ehren des Generals Manuel Belgrano (* 3. Juni 1770, † 20. Juni 1820), eines argentinischen Juristen, Politikers und Militärführers.
Das Departamento entstand durch Präsidentenerlass am 30. April 1917.
Koordinaten: 26° 57′ S, 61° 0′ W